# Крупица (приток Ниши)
Крупица (в верхней половине — ручей Крупицкий) — правый приток нижнего течения реки Ниша в Новгородской области России. Течёт по территории Бронницкого сельского поселения Новгородского района.
Длина — 15 км.
Начинается на западной окраине болота Гладкий Мох. Преобладающим направлением течения является юго-запад. Устье Крупицы находится в 12 км по правому берегу реки Ниша, на высоте 19 м над уровнем моря между населёнными пунктами Бронница и Пролетарий.
Основные притоки: Топоришник (правый), Поречка (левый).

## Данные водного реестра
По данным государственного водного реестра России относится к Балтийскому бассейновому округу, водохозяйственный участок реки — Бассейн озера Ильмень без рек Мста, Ловать, Пола и Шелонь, речной подбассейн реки — Волхов. Относится к речному бассейну реки Нева (включая бассейны рек Онежского и Ладожского озера).
Код объекта в государственном водном реестре — 01040200512202000021705.